# Counter Terrorism Group
Die Counter Terrorism Group (CTG) ist seit Herbst 2001 ein informelles nachrichtendienstliches Gremium der Mitgliedstaaten der Europäischen Union, Norwegens und der Schweiz, innerhalb dessen eine regelmäßige Kooperation und ein Informationsaustausch zu Einzelaspekten des islamistischen Terrorismus besteht.

## Mitglieder
Die Counter Terrorism Group setzt sich aus den Inlandsnachrichtendiensten und den mit nachrichtendienstlichen Befugnissen ausgestatteten Staatspolizeien der Mitgliedstaaten der Europäischen Union, die zugleich den Berner Club bilden, sowie den Diensten Norwegens und der Schweiz zusammen. Für Deutschland nimmt das Bundesamt für Verfassungsschutz an der Counter Terrorism Group teil. Die Counter Terrorism Group gehört nicht zur Sicherheitsarchitektur der Europäischen Union. Dennoch übernimmt halbjährlich der Dienst den Vorsitz, dessen Land die EU-Ratspräsidentschaft innehat.

## Arbeit
Die Counter Terrorism Group erstellt regionale oder themenbezogene Bedrohungslagebilder zum islamistischen Terrorismus und führt gemeinsame Analyseprojekte durch, um Ursachen zu erforschen und Gegenmaßnahmen aufzuzeigen. Die CTG gliedert sich nicht in Arbeitsgruppen und Unterarbeitsgruppen. Die übermittelten
Informationen werden lediglich zur nachrichtendienstlichen Aufklärung verwendet. Eine Nutzung für Exekutivmaßnahmen ist auch für den Fall ausgeschlossen, dass eine teilnehmende Behörde neben ihrer nachrichtendienstlichen Aufgabe auch polizeiliche Befugnisse besitzt.
Die Counter Terrorism Group wird seit Juni 2016 zu Treffen des Rates für Justiz und Inneres der Europäischen Union eingeladen, wenn es um für die Gruppe relevante Themen geht. Die Counter Terrorism Group liefert auf Anfrage Erkenntnisse an das INTCEN der Europäischen Union.

### Operative Kooperationsplattform
Im August 2017 wurde die Counter Terrorism Group um eine Kooperationsplattform erweitert, die den Austausch von operativen Erkenntnissen zwischen den europäischen Nachrichten- und Sicherheitsdiensten vereinfachen und beschleunigen soll. Die Plattform hat ihren Sitz in Den Haag. Bis August 2016 hatten 23 der 30 beteiligten Staaten ihre Teilnahme angekündigt. Die beteiligten Nachrichtendienste entsenden Verbindungsbeamte für den Austausch operativer Erkenntnisse. Für Deutschland hat das Bundesamt für Verfassungsschutz einen Verbindungsbeamten entsandt. Die Ausweitung der Arbeit der Verbindungsbeamten auf andere Phänomenbereiche als den islamistischen Terrorismus ist nicht geplant. Es wurden keine vertraglichen Vereinbarungen, Memoranden oder Verträge zur Arbeit der operativen Plattform geschlossen. Die Initiierung der Plattform wurde durch die die Leiter der in der Counter Terrorism Group vertretenen Nachrichtendienste beschlossen. Die Third-Party-Rule findet auch in der Plattform Anwendung. Das Parlamentarische Kontrollgremium wurde am 27. April 2016 über die Kooperationsplattform unterrichtet.
Zudem wurde eine Datenbank entwickelt, in der Information über sogenannte foreign fighters allen Mitgliedern ständig zur Verfügung stehen. Sie enthält keine Fingerabdruck- und Lichtbilddaten.

## Geschichte
Entstanden ist die Counter Terrorism Group im Herbst 2001 als unmittelbare Reaktion aus den Terroranschlägen am 11. September 2001. Vorangegangen war eine Sitzung des Rates für Justiz und Inneres am 20. September 2001, in der die Mitgliedstaaten eine erste Sitzung der Leiter der Inlandsnachrichtendienste verabredeten.